# دهستان چایپاره بالا
چایپاره بالا، دهستانی است از توابع بخش زنجانرود شهرستان زنجان در استان زنجان ایران.

## جمعیت
براساس سرشماری سال ۱۳۸۵ جمعیت آن ۴٬۳۷۹ نفر (۱٬۰۶۵ خانوار) بوده‌است.